# Aleksander Chodźko
Aleksander Borejko Chodźko (Krzywicze, 30 agosto 1804 – Noisy-le-Sec, 27 dicembre 1891) è stato un orientalista polacco.

## Biografia
Nacque a Krzywicze in Russia (oggi Kryvičy, Bielorussia) frequentò l'Università di Vilnius. Era membro dell'Associazione Filaret e dell'Istituto di Studi Orientali che fu affiancato al Ministero degli Affari Esteri dell'Impero russo a San Pietroburgo.
Dal 1830 al 1844 lavorò come diplomatico russo in Iran. Dal 1852 al 1855 lavorò per il Ministero degli Esteri francese a Parigi. Successe Adam Mickiewicz nella presidenza di lingue e letterature slave presso il Collège de France, con il posto dal 1857 al 1883.
Era membro della Royal Asiatic Society di Gran Bretagna e Irlanda e della Société de Linguistique de Paris

## Opere

### In lingua persiana
- Popular Poetry of Persia.
- Specimens of the Popular Poetry of Persia. London, 1842.
- Theatre persan. Paris, 1878.
- Le Deisme des ti'ahhabis nel Journal Asiatique, series iv. vol. xi. pp. 168.
- The Chodzko Collection.

### In lingua slava
- Polish-English and English-Polish Dictionary (1851)
- Fairy Tales of the Slav Peasants and Herdsmen. London. (traduzione di Emily J. Harding)
- The Twelve Months: A Slav Legend apparso in Good Stories for Great Holidays, di Frances J. Olcott (2006 BiblioBazaar, LLC)
- Les chants historiques de l'Ukraine (Paris; ristampato Bibliolife, 2008). 284 pp.

### Poemi
- Maliny
- Poezye Alex. St. Petersburg, 1828 (2ª edizione, Poznan, 1833).